# Берегині (фільм)
«Берегині» (фр. Les gardiennes) — франко-швейцарський драматичний фільм 2017 року, поставлений режисером Ксав'є Бовуа за однойменним романом Ернеста Перошона 1924 року. Прем'єра стрічки відбулася 8 вересня 2017 у програмі Спеціальних показів на Міжнародному кінофестивалі у Торонто. У 2018 році фільм було висунуто в 4-х номінаціях на французьку національну кінопремію «Сезар» .

## Сюжет
1915 рік. Поки чоловіки перебувають на фронтах Першої світової війни, жінки повинні брати на себе роль хоронительок фермерських господарств. Мати, Гортензія, невтомна працівниця, наймає Франсіну, молоду сироту, яка виросла під опікою соціальних служб, щоб та допомагала їй на фермі, бо її власна донька Солажн не бажає підкорятися. Франсіна вважає, що вона нарешті знайшла сім'ю…

## У ролях
| • Наталі Бай      | … | Гортензія Сандрай |
| • Лаура Смет      | … | Соланж            |
| • Ірис Брі        | … | Франсін Ріан      |
| • Сиріл Дескур    | … | Сиріл Сандрай     |
| • Жильбер Бонно   | … | Анрі Сандрай      |
| • Олів'є Рабурден | … | Кловіс            |
| • Ніколя Жиро     | … | Констан Сайндрай  |
| • Матильда Візу   | … | Маргарита Сандрай |
| • Ксав'є Малі     | … | Едгар             |
| • Марі-Жулі Майє  | … | Монета            |

## Знімальна група
- Автори сценарію — Ксав'є Бовуа, Марі-Жулі Майє, Фредерік Моро за романом Ернеста Перошона «Хоронтительки» (фр. Les Gardiennes, 1924)
- Режисер-постановник — Ксав'є Бовуа
- Продюсер — Сільвія Дантон, Бенуа Кенон
- Асоційовані продюсери — Джонатан Блюменталь, Жиль Сітбон
- Співпродюсери — Вів'єн Асланян, Полін Карлі Гігакс, Макс Карлі, Ромен Ле Гран, Мішель Меркт
- Оператор — Кароліна Шампетьє
- Композитор — Мішель Легран
- Монтаж — Марі-Жулі Майє
- Художник-постановник — Янн Мегар
- Художник з костюмів — Анаїс Ромон
- Художник-декоратор — Сесіль Делю
- Артдиректор — Патрік Шмітт

## Нагороди та номінації
| Список нагород та номінацій           | Список нагород та номінацій | Список нагород та номінацій    | Список нагород та номінацій   | Список нагород та номінацій | Список нагород та номінацій |
| Кінофестиваль/Кінопремія              | Рік                         | Категорія                      | Номінант(и)                   | Результат                   | Дж                          |
| ------------------------------------- | --------------------------- | ------------------------------ | ----------------------------- | --------------------------- | --------------------------- |
| Кінофестиваль в Ліссабоні та Ештурілі | 2017                        | Приз за найкращий фільм        | Берегині                      | Номінація                   |                             |
| Лондонський кінофестиваль             | 2017                        | Найкращий фільм                | Берегині                      | Номінація                   |                             |
| Кінофестиваль у Мар-дель-Платі        | 2017                        | Найкращий фільм                | Берегині                      | Номінація                   |                             |
| Приз Луї Деллюка                      | 2017                        | Найкращий фільм                | Берегині                      | Номінація                   |                             |
| Премія «Люм'єр»                       | 5.02.2018                   | Багатонадійна акторка          | Ірис Брі                      | Номінація                   |                             |
| Премія «Люм'єр»                       | 5.02.2018                   | Найкращий кінооператор         | Кароліна Шампетьє             | Номінація                   |                             |
| Премія «Сезар»                        | 2.03.2018                   | Найперспективніша акторка      | Ірис Брі                      | Номінація                   | [ 3 ]                       |
| Премія «Сезар»                        | 2.03.2018                   | Найкращий адаптований сценарій | Ксав'є Бовуа та Фредерік Моро | Номінація                   | [ 3 ]                       |
| Премія «Сезар»                        | 2.03.2018                   | Найкраща операторська робота   | Кароліна Шампетьє             | Номінація                   | [ 3 ]                       |
| Премія «Сезар»                        | 2.03.2018                   | Найкращий дизайн костюмів      | Анаїс Ромон                   | Номінація                   | [ 3 ]                       |